# بهار (مجله)
بهار ماهنامه‌ای بود از یوسف اعتصامی، پدر پروین اعتصامی با شصت و چهار صفحه که در دو دوره، ۹۰–۱۲۸۹ و ۱–۱۳۰۰، منتشر شد.

## بهار و یوسف اعتصامی
یوسف اعتصامی (اعتصام الملک آشتیانی)، نویسنده، ناشر، و مترجم ایرانی، که در سال ۱۲۵۳ به دنیا آمد و در ۱۳۱۶ در گذشت، در اواخر دهه ۱۲۷۰، اولین چاپخانه حروفی تبریز را دائر کرد، در دورهٔ دوم (۳۰–۱۳۲۷) به وکالت مجلس شورای ملی انتخاب شد، و در سال ۱۲۸۹ مجلهٔ بهار را تأسیس کرد و مدیریت آن را به عهده داشت. وی در مقاطع مختلف، ریاست کتابخانهٔ سلطنتی، دارالتألیف وزارت معارف، و کتابخانهٔ مجلس ملی را نیز تقبل کرد.
در شمارهٔ اول مجلهٔ بهار، اهداف مجله بدین شرح آمده‌است (اعتصامی ۱۳۲۱٬۱):

مقصود از تأسیس مجموعهٔ بهار این است که مطالب سودمند علمی و ادبی، اخلاقی، تاریخی، اقتصادی، فنون متنوعه را که امروز دانستن آنها دارای اهمیت بیشمار است… با نظار ارباب دانش عرضه بدارد، و تعمیم معارف را… بر عهده گرفته افکار عمومی را با معلومات مفیده آشنا نماید.

اغلب مقالات مجلهٔ نوشته یا ترجمهٔ یوسف اعتصامی بود، و بخش وسیعی از آن به فرهنگ غرب اختصاص داشت. به روایت ادوارد براون (۱۹۲۸ م، ۴۸۹) مجلهٔ بهار «لحنی بسیار معاصر و اروپائی» داشت؛ و در دانشنامه ایرانیکا، حشمت موید از آزادی‌خواهی و انسان دوستی مدیر مجله می‌گوید.
برخی یوسف اعتصامی را نخستین کسی می‌دانند که توسط مقاله‌ای در همین مجلهٔ بهار، ایرانیان را با زبان فراساخته‌ی اسپرانتو آشنا کرد.